# Liropus minusculus
Liropus minusculus  (лат.) — вид ракообразных из семейства морских козочек (Caprellidae). В 2014 году были включены в список десяти самых замечательных видов по версии Международного института по исследованию видов (США).

## Описание и этимология
Видовое название minusculus указывает на небольшие размеры особей вида. Это самые мелкие представители рода Liropus — длина тела самца 3,3 мм, самок — еще меньше — 2,1 мм. Глаза развиты. Тело сверху гладкое. Первый переонит слит с головой. Антеролатеральные выступы на 2, 3 4-м переонитах развиты у самцов и отсутствуют у самок. Основание 2-го гнатопода длиннее, чем 2-го переонита. У самцов 5-й переонит самый длинный, а 7-й самый короткий.

## История открытия
Эти крошечные ракообразные были найдены среди образцов, первоначально собранных из небольшой подводной пещеры на глубине 30 метров на перешейке рифа у острова Санта-Каталина, Калифорния, США. Это единственный представитель своего рода, который живёт на северо-востоке Тихого океана. Голотип и паратип хранятся в Канадском музее природы (CMN), Оттава, Канада.